# Caussols
Caussols é uma comuna francesa na região administrativa da Provença-Alpes-Costa Azul, no departamento Alpes Marítimos. Estende-se por uma área de 27,39 km², com 229 habitantes, segundo os censos de 2007, com uma densidade de 8 hab/km².